# Adolf Linnebach

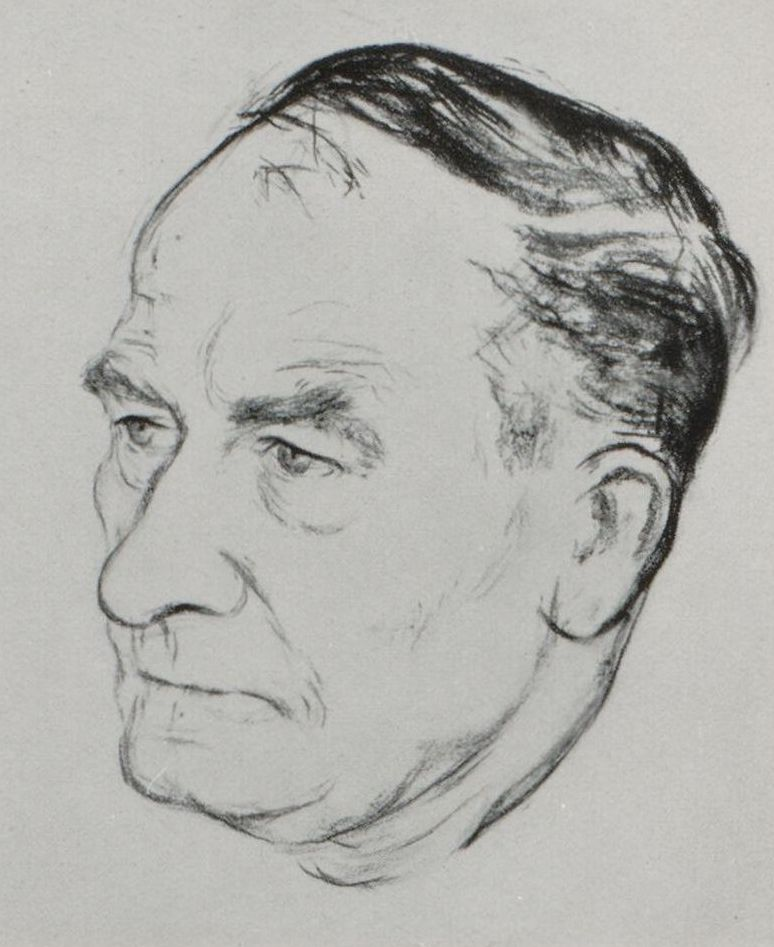
Adolf Linnebach, gezeichnet von Karl Weinmair 1936

Adolf Linnebach (* 4. Juni 1876 in Mannheim; † 13. Januar 1963 in Gmund am Tegernsee) war ein deutscher Erfinder und Bühnentechniker.

## Leben
Nach dem Besuch der Volksschule und einer technischen Lehre begann Linnebach in Kiel eine Ingenieursausbildung bei der Marine, die er ohne Abschluss abbrach.
Ab 1900 wurde er auf dem Gebiet der Bühnentechnik tätig, zunächst als technischer Leiter des Stadttheaters in Halle an der Saale. Weitere berufliche Stationen waren ab 1904 die Hofoper in Wien und das Nationaltheater Mannheim. Im Jahr 1909 wechselte er nach Dresden an das Königliche Schauspielhaus, wo er technischer Direktor wurde. 1921 wurde er zusätzlich zu seinen Aufgaben in Dresden technischer Direktor am Bayerischen Staatstheater in München; ab 1923 bis zu seiner Pensionierung 1941 besetzte er nur noch den Posten in München. Parallel zu seiner Tätigkeit am Bayerischen Staatstheater realisierte Linnebach viele bühnentechnische Projekte an anderen Orten, unter anderem in Teplitz und Chemnitz. Nach dem Zweiten Weltkrieg war Linnebach bei der Wiedererrichtung des Residenztheaters zuständig für die Bühnentechnik. Linnebach war Gründungsvorsitzender der 1937 gegründeten Deutschen Bühnentechnischen Gesellschaft. Er gehörte auch dem Verein Deutscher Ingenieure (VDI) an.
Linnebach war verheiratet und hatte drei Söhne und eine Tochter. Sein Nachlass befindet sich im Deutschen Theatermuseum in München. Sein Grab liegt auf dem Bergfriedhof von Gmund.
Nach seinem Tod spendete seine Witwe den sogenannten Linnebach-Ring, der von der DTHG (Deutschen Theatertechnischen Gesellschaft) an den jeweils bekanntesten lebenden deutschen Bühnentechniker verliehen wird.

## Auswahl bühnentechnischer Neuerungen
- Versenk-Schiebe-Bühne, 1912: Erstmalige Nutzung des Untergeschosses für den Bühnenumbau
- Linnebach-Projektor, 1917: International erfolgreiches Bühnenprojektionssystem

## Auszeichnungen und Ehrungen
- Ritterkreuz I. Klasse des Herzoglich Sachsen-Ernestinischer Hausordens
- Ritterkreuz I. Klasse des Königlich-Sächsischen Albrechtsordens
- Goldene Mecklenburgische Medaille für Kunst und Wissenschaft
- Ehrentitel Professor, verbunden mit seiner Tätigkeit in München